# トロールズ ホリデー・ハーモニー
『トロールズ ホリデー・ハーモニー』（原題: Trolls: Holiday in Harmony）は、2021年のアメリカ合衆国のNBCで配信されたコンピュータアニメーション・ミュージカル・クリスマス特別番組。
『トロールズ』シリーズを原作とし、ドリームワークス・アニメーションが製作した。同シリーズのクリスマス特別番組は『トロールズ: みんなのハッピー・ホリデー!』に続く2作目となった。

## ストーリー
初めてのデートに出かけたブランチに、ポピーはプレゼント交換を計画していると説明する。カゴの中には招待状が入っていて、その招待状にはトロール王国の別のトロールの名前が書かれている。トロールはそのトロールに秘密のプレゼントを買い、3日後にポップ村でプレゼント交換をするのだ。ポピーとブランチは、カゴを王国中に届けて、ポップ村に到着する。ポピーはブランチの名前を引いて興奮し、ブランチはポピーの名前を引いて怯える。
ポップ村でタイニー・ダイアモンドは招待状を手に取り、父親の名前「ガイ・ダイアモンド」を取り出す。彼はラップをするが、「ダイアモンド」で韻を踏むのが難しく、フローを失ったと思い込む。完璧な韻を踏むのに何度か失敗した後、タイニーは雲上寺の僧侶を探しに山の頂上へ向かう。タイニーは雲と一緒に瞑想を始めるが、雲はタイニーが「パパ」と韻を踏めばいいのだと気づかせてくれ、ラップが完成する。
ポップ村に戻ると、すでにトロールたちが集まって忙しそうにしている中、ポピーはブランチへのプレゼントの手直しを終える。一方、ブランチはポピーの髪を整えるマシンのアイデアを思いつくが、彼女に内緒で彼女の頭髪の寸法を測ったブランチは、彼女からの贈り物を見て地下壕に逃げ帰る。完成後、彼はマシンをテストし、それが爆発し、彼は宇宙へ飛び、村に戻る。地上でタイニーに発見されたブランチは、自分が失敗したと思い、何が起こったかを話す。タイニーは今学んだ知恵を伝え、散らかったものを調べるようブランチに言う。地下壕の片付けをしていたブランチは、ポピーとの写真を見つけ、自分が何をすべきかを悟る。
プレゼント交換の間、ポピーとブランチはお互いのプレゼントを用意していたことを明かす。ブランチはポピーにスクラップブックをプレゼントする。ポピーがブランチへのプレゼントを開けると、それは空っぽだった。ポピーとブランチはハグをし、お互いがお互いを必要としていることに気づき、他のトロールたちとともに「Together Now」を歌い始める。歌が終わると、ポピーとブランチはまた気球に乗ってトロール王国上空に行き、ポピーはブランチの頬にキスをする。

## キャスト
※括弧内は日本語吹替。
- ポピー: アナ・ケンドリック（清水理沙）
- ブランチ: ジャスティン・ティンバーレイク（KENN）
- バーブ: レイチェル・ブルーム（英語版）（斎賀みつき）
- デルタ・ドーン: ジェニー・メーメルスティーン（松本梨香） - 『トロールズ ミュージック★パワー』で声を担当したケリー・クラークソンの後任。
- ガイ・ダイヤモンド: クナル・ネイヤー（佐藤せつじ）
- タイニー・ダイアモンド: キーナン・トンプソン（木村昴）
- クーパー: ロン・ファンチズ（英語版）（濱野大輝）
- プリンスD: アンダーソン・パーク（吉野裕行）
- トロレックス王: アンソニー・ラモス（関智一）
- クラウド・ガイ: ウォルト・ドーン（英語版）（武内駿輔）
- Mr.ディンクルス: ウォルト・ドーン（増元拓也）
- レッグスリー: エスター・ディーン（美々）
- フラワーフェイス・バルーン: ダヴァイン・ジョイ・ランドルフ
- ウィンド・ブリーズ: キャロル・バーネット
- ペネレパフ: カイリー・ジェンナー
- ライムザウルス: トラヴィス・スコット（伊藤健太郎）
- ヴァル・サンダーショック: ローレン・C・メイヒュー（鶏冠井美智子）
- ホリー・ダーリン: メーガン・ヒルティ（橘あんり）
- ADRグループ: カルロス・アラズラキ、ハドソン・ダンドレア、テリー・ダグラス、ヨナス・キブレブ、アリフ・キンチェン、フレッド・タタショア、カリ・ウォールグレン、ションダリア・ホワイト

## 製作

### サウンドトラック
2021年11月26日には、本作から5曲を収録したサウンドトラックが発売された。
| 全作詞・作曲: ジョセフ・シャーリー。 |                                              |                      |                      | |      |
| #                                    | タイトル                                     | 作詞                 | 作曲・編曲           | アーティスト | 時間 |
| 1.                                   | 「Together Now」                             | ジョセフ・シャーリー | ジョセフ・シャーリー | ジャスティン・ティンバーレイク、アナ・ケンドリック、アンダーソン・パーク、アンソニー・ラモス、エスター・ディーン                                                                                   | 2:56 |
| 2.                                   | 「Signed, Sealed, Delivered (I’m Yours)」    | ジョセフ・シャーリー | ジョセフ・シャーリー | ジャスティン・ティンバーレイク、アナ・ケンドリック、アンダーソン・パイク、アンソニー・ラモス、エスター・ディーン                                                                                   | 2:36 |
| 3.                                   | 「Tiny’s Journey」                           | ジョセフ・シャーリー | ジョセフ・シャーリー | ケナン・トンプソン | 1:19 |
| 4.                                   | 「Together Now (TROLLS Holiday in Harmony)」 | ジョセフ・シャーリー | ジョセフ・シャーリー | ジャスティン・ティンバーレイク、アナ・ケンドリック、アンダーソン・パウク、アンソニー・ラモス、エスター・ディーン、ケナン・トンプソン、ミーガン・ヒルティ、ローレン・メイヒュー、ロン・ファンチェス | 2:24 |
| 5.                                   | 「Holiday in Harmony Score Suite」           | ジョセフ・シャーリー | ジョセフ・シャーリー | ジョセフ・シャーリー | 7:18 |
| 合計時間:                            | 合計時間:                                    | 合計時間:            | 16:33                | |      |

## 封切り
本作は2021年11月26日（ブラックフライデー）にNBCで初放送された。ライブ視聴者数は184万5000人、視聴率は0.35。1週間後の総視聴率は215.8万、視聴率は0.44を記録した。

### ホームメディア
本作は、ユニバーサル・ピクチャーズ・ホームエンターテイメント（ワーナー・ブラザース・ホームエンターテイメントを通じて）より、2021年11月29日にイギリスでBlu-rayとDVDで発売された。
また、アメリカでは2021年11月30日にスタジオ・ディストリビューション・サービス LLC.（ユニバーサルとワーナー・ブラザースの合弁会社）からDVDと『トロールズ: みんなのハッピー・ホリデー!』との2枚組Blu-rayが発売された。